# Julia Jentsch

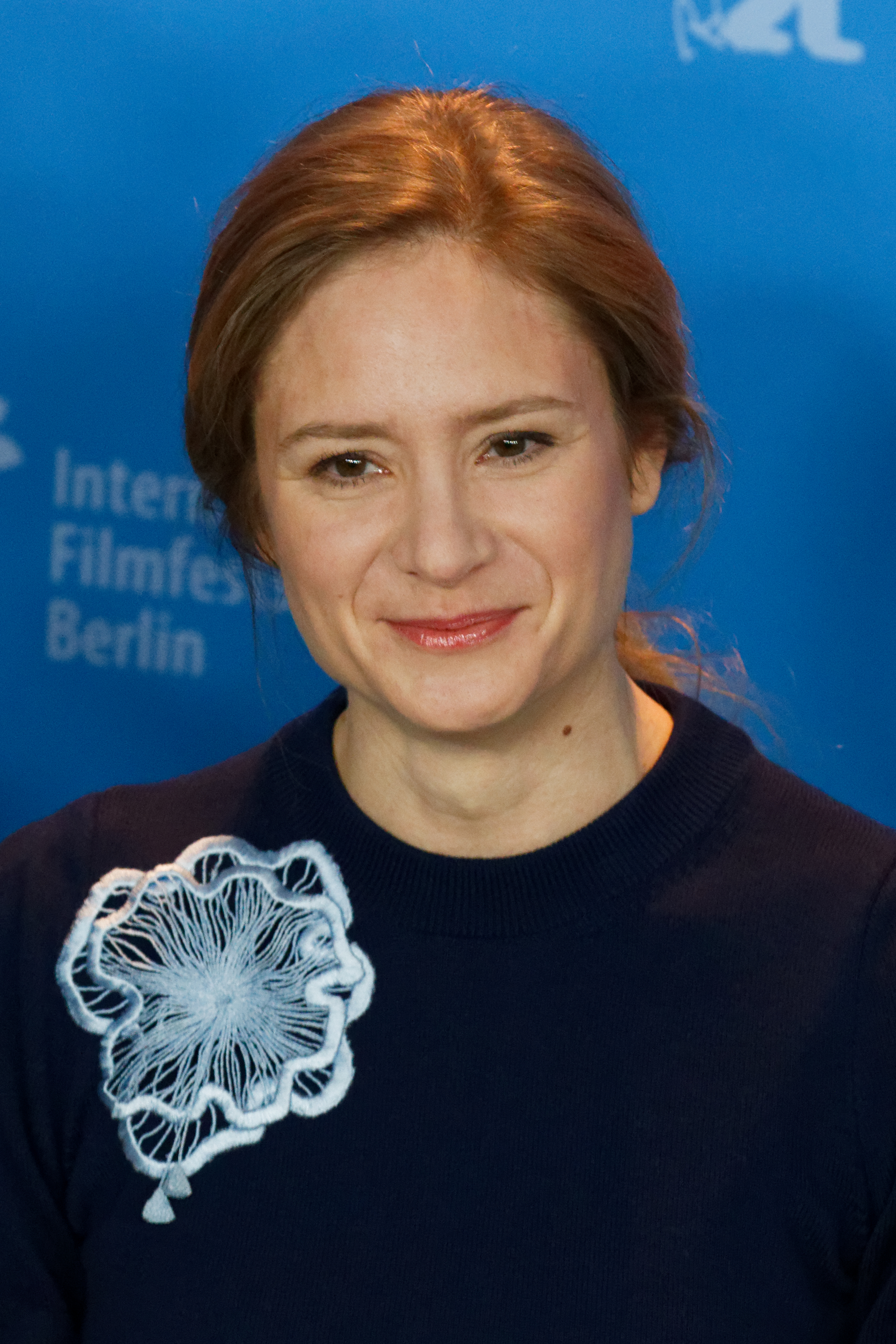
Julia Jentsch (2017)

Julia Jentsch (* 20. Februar 1978 in West-Berlin) ist eine deutsche Schauspielerin.

## Leben
Julia Jentsch wuchs in Berlin auf und besuchte die Wald-Oberschule in Berlin-Westend, an der sie 1997 ihr Abitur machte. An dem sportorientierten Gymnasium trainierte sie Rudern, Handball und Judo. Danach erhielt sie ihre Schauspielausbildung von 1997 bis 2001 an der Berliner Hochschule für Schauspielkunst Ernst Busch. Schon 1995 stand sie auf der Bühne und spielte die Orphise in Die Lästigen von Hugo von Hofmannsthal. Ihr erstes Theaterengagement führte sie an die Münchner Kammerspiele; dort war sie von 2001 bis 2006 Mitglied des Ensembles. Sie spielte dort Hauptrollen in den Theaterstücken Antigone, Die Nibelungen, Die zehn Gebote und Othello. Weitere Stationen waren das Thalia Theater Hamburg und das Schauspielhaus Zürich.
Einem größeren Publikum wurde Jentsch durch die weibliche Hauptrolle in Hans Weingartners Film Die fetten Jahre sind vorbei bekannt, der 2004 beim Internationalen Filmfestival in Cannes mit dem Preis der Jury ausgezeichnet wurde. 2005 erhielt Jentsch für ihre Darstellung der stillen, ernsten und willensstarken Widerstandskämpferin Sophie Scholl in Marc Rothemunds kammerspielartigem Drama Sophie Scholl – Die letzten Tage auf der 55. Berlinale den Silbernen Bären als beste Schauspielerin, den Deutschen Filmpreis als beste Hauptdarstellerin und den Europäischen Filmpreis als beste Darstellerin. 2009 war sie in der Titelrolle von Hermine Huntgeburths Literaturverfilmung Effi Briest zu sehen. 2014 spielte sie in dem Drama Die Auserwählten unter der Regie von Christoph Röhl eine junge Lehrerin, die Ende der 1970er Jahre an der Odenwaldschule einem Netzwerk pädophiler Lehrer auf die Spur kommt.
Jentsch spielte in dem 2017 veröffentlichten Kinodrama 24 Wochen eine werdende Mutter, die vor dem Gewissenskonflikt steht, ihr behindertes Kind auf legale Weise in der 24. Schwangerschaftswoche abzutreiben. Sie wurde dafür erneut für den Deutschen Filmpreis nominiert. Im selben Jahr wurde sie in die Wettbewerbsjury der 67. Internationalen Filmfestspiele Berlin berufen.
Jentsch ist seit 2012 mit dem freischaffenden Schweizer Künstler und Persönlichkeitstrainer Christian Hablützel verheiratet. Das Paar lebt zusammen mit der gemeinsamen Tochter in einem Dorf in der Nähe von Zürich.

## Theaterrollen
- 1996/97: Gretchen in Urfaust von Johann Wolfgang von Goethe – Regie: Heiner Neumann (Freie Bühne Witzleben)
- Rolle in Die Perser von Aischylos – Regie: Angelika Waller (bat Berlin)
- 2000: Julia in Blaubart – Hoffnung der Frauen von Dea Loher – Regie: Heiner Neumann (Maxim-Gorki-Theater Berlin)
- 2001–2006: Marion in Dantons Tod von Georg Büchner – Regie: Lars-Ole Walburg (Münchner Kammerspiele)
- 2001–2006: Tochter in Bedbound von Enda Walsh – Regie: Monika Gintersdorfer (Münchner Kammerspiele)
- 2002–2006: Elektra in Orestie von Aischylos – Regie: Andreas Kriegenburg (Münchner Kammerspiele)
- 2002–2009: Desdemona in Othello von William Shakespeare – Regie: Luk Perceval (Münchner Kammerspiele)
- 2004: Antigone in Antigone von Sophokles – Regie: Lars-Ole Walburg (Münchner Kammerspiele)
- 2004: Brunhilde in Die Nibelungen von Friedrich Hebbel – Regie: Andreas Kriegenburg (Münchner Kammerspiele)
- 2005–2006: Lulu in Lulu live von Feridun Zaimoğlu, Günter Senkel (nach Frank Wedekind) – Regie: Luk Perceval (Münchner Kammerspiele)
- 2005–2006: Helene in Vor Sonnenaufgang von Gerhart Hauptmann – Regie: Thomas Ostermeier (Münchner Kammerspiele)
- 2005–2006: Die zehn Gebote nach dem Filmdrehbuch zum Filmzyklus Dekalog von Krzysztof Piesiewicz und Krzysztof Kieślowski – Regie: Johan Simons (Münchner Kammerspiele)
- 2009: Desdemona in Othello von William Shakespeare – Regie: Luk Perceval (Thalia Theater Hamburg)
- 2006: Jo in Der bittere Honig von Shelagh Delaney – Regie: Peter Zadek (St. Pauli Theater Hamburg)
- 2009: Barbara Undershaft in Major Barbara von George Bernard Shaw – Regie: Peter Zadek (Schauspielhaus Zürich)
- 2009: Cressida in Troilus und Cressida von Luk Perceval (Münchner Kammerspiele)
- 2013: Maggie in Die Katze auf dem heißen Blechdach von Tennessee Williams – Regie: Stefan Pucher (Schauspielhaus Zürich)

## Filmografie
- 1999: Zornige Küsse
- 2001: Dr. Sommerfeld – Neues vom Bülowbogen: Zwischen Baum und Borke
- 2001: Julietta – Es ist nicht wie du denkst
- 2001: Die Verbrechen des Professor Capellari
- 2001: Mein Bruder der Vampir
- 2001: Die Erpressung – Ein teuflischer Pakt
- 2002: Und die Braut wusste von nichts
- 2003: Bloch – Tausendschönchen
- 2004: Tatort – Bitteres Brot
- 2004: Die fetten Jahre sind vorbei
- 2004: Der Untergang
- 2005: Schneeland
- 2005: Sophie Scholl – Die letzten Tage
- 2006: Kronprinz Rudolfs letzte Liebe
- 2006: Ich habe den englischen König bedient (Obsluhoval jsem anglického krále)
- 2007: Frühstück mit einer Unbekannten
- 2008: 33 Szenen aus dem Leben (33 sceny z życia)
- 2009: Effi Briest
- 2009: Tannöd
- 2010: Hier kommt Lola!
- 2011: Die Summe meiner einzelnen Teile
- 2012: Der Fall Wilhelm Reich (The Strange Case of Wilhelm Reich)
- 2012: Hannah Arendt
- 2013: Kokowääh 2
- 2013: Sovsem ne prostaya istoriya (Совсем не простая история)
- 2014: Kommissar Marthaler – Partitur des Todes
- 2014: Die Auserwählten
- 2014: Monsoon Baby
- 2015: Da muss Mann durch
- 2015: Kommissar Marthaler – Ein allzu schönes Mädchen
- 2015: Kommissar Marthaler – Engel des Todes
- 2016: Auf einmal
- 2016: 24 Wochen
- 2016: Die Habenichtse
- 2017: I'm Endless Like the Space
- 2017: Das Verschwinden
- 2019–2023: Der Pass (Fernsehserie, 18 Folgen)
- 2019: Frau Mutter Tier
- 2019: Waren einmal Revoluzzer
- 2020: Lindenberg! Mach dein Ding
- 2020: Ostfrieslandkrimis (Fernsehreihe, Folge Ostfriesengrab)
- 2021: Ostfrieslandkrimis (Fernsehreihe, Folge Ostfriesenangst)
- 2021: Monte Verità – Der Rausch der Freiheit
- 2022: Ostfrieslandkrimis (Fernsehreihe, Folge Ostfriesensühne)
- 2022: Das weiße Schweigen (Fernsehfilm)
- 2023: 8 Tage im August
- 2024: Electric Fields
- 2025: Was Marielle weiß
- 2025: Drunter und Drüber – Chaos auf dem Friedhof (Fernsehserie)

## Hörspiele
- 2011: Egzon von Björn Bicker. BR-Hörspiel und Medienkunst. Als Podcast/Download im BR Hörspiel Pool.[3]
- 2011/12: Die Abschaffung der Arten. Shortcut von Dietmar Dath. BR-Hörspiel und Medienkunst. Als Podcast/Download im BR Hörspiel Pool.[4]

## Auszeichnungen
- 2000: Max-Reinhardt-Preis für Die Perser
- 2002: Theater heute – Beste Nachwuchsschauspielerin
- 2004: Bayerischer Filmpreis – Beste Nachwuchsdarstellerin für Die fetten Jahre sind vorbei
- 2004: Preis der deutschen Filmkritik
- 2005: Silberner Bär auf der Berlinale 2005 als beste Schauspielerin für Sophie Scholl – Die letzten Tage
- 2005: Undine Award – nominiert als beste Charakterdarstellerin
- 2005: Preis der deutschen Filmkritik
- 2005: Deutscher Filmpreis – Beste darstellerische Leistung – weibliche Hauptrolle für Sophie Scholl – Die letzten Tage
- 2005: Europäischer Filmpreis 2005 – Beste Darstellerin für Sophie Scholl – Die letzten Tage[5]
- 2006: Jupiter – Beste deutsche Darstellerin für Sophie Scholl – Die letzten Tage
- 2017: Deutscher Filmpreis – nominiert als beste Hauptdarstellerin
- 2018: Deutscher Fernsehpreis – Beste Schauspielerin für Das Verschwinden
- 2018: Emder Schauspielpreis[6]
- 2018: Bayerischer Fernsehpreis – beste Darstellerin in der Kategorie Fernsehfilm / Serien und Reihen für ihre Rolle in Das Verschwinden (ARD)
- 2018: Verdienstorden der Bundesrepublik Deutschland[7]